# Sonya Cassidy
Sonya Cassidy (1987. március 5. –) brit színésznő.

## Élete és pályafutása
Bristol mellett nőtt fel.
A Vera – A megszállott nyomozó sorozat második, harmadik és negyedik évadjában David Leon partnereként Celine Ashworth-ot alakította.

## Filmográfia

### Film
| Év   | Magyar cím          | Eredeti cím       | Szerep          | Magyar hang     |
| ---- | ------------------- | ----------------- | --------------- | --------------- |
| 2013 | A WikiLeaks-botrány | The Fifth Estate  | Alan titkárnője |                 |
| 2014 | Bankrobbantók       | Breaking the Bank | Annabel         | Kis-Kovács Luca |
| 2015 | A túlélő            | Survivor          | Helen           |                 |

### Televízió
| Év        | Magyar cím                   | Eredeti cím               | Szerep                     | Megjegyzések         |
| --------- | ---------------------------- | ------------------------- | -------------------------- | -------------------- |
| 2009      | Doktorok                     | Doctors                   | Ellen Harkness             | 1 epizód             |
| 2009      |                              | Lewis                     | Alison                     | 1 epizód             |
| 2009      | Tudorok                      | The Tudors                | Krisztina milánói hercegné | 1 epizód             |
| 2010      | Kisvárosi gyilkosságok       | Midsomer Murders          | Beatrice Daniels           | 1 epizód             |
| 2012–2013 | Hölgyek öröme                | The Paradise              | Clara                      | főszereplő           |
| 2012–2014 | Vera – A megszállott nyomozó | Vera                      | Celine Ashworth            | 8 epizód             |
| 2013      | Oxfordi gyilkosságok         | Endeavour                 | Joyce Morse                | 1 epizód             |
| 2014      |                              | The Great Fire            | Bragança Katalin           | minisorozat          |
| 2015      | Olümposz                     | Olympus                   | Oracle                     | főszereplő           |
| 2016      |                              | Ripper Street             | Leda Starling              | 1 epizód             |
| 2016      |                              | The Rebel                 | Verity                     | 1 epizód             |
| 2016      |                              | Humans                    | Hester                     | 8 epizód             |
| 2018      |                              | The Woman in White        | Fosco bárónő               | főszereplő           |
| 2018–2019 | A 49-es ház                  | Lodge 49                  | Liz Dudley                 | főszereplő           |
| 2020      |                              | Soulmates                 | Allison                    | 1 epizód             |
| 2022      | Az utolsó királyság          | The Last Kingdom          | Eadgifu                    | főszereplő (5. évad) |
| 2022      |                              | The Man Who Fell to Earth | Edie Flood                 | főszereplő           |
| 2023      |                              | The Hunt For Raoul Moat   | Diane Barnwell             | minisorozat          |
| 2024      | Reacher                      | Reacher                   | Susan Duffy                | főszereplő (3. évad) |

## Fordítás
- Ez a szócikk részben vagy egészben  a   Sonya Cassidy című angol Wikipédia-szócikk fordításán alapul.  Az eredeti cikk szerkesztőit annak laptörténete sorolja fel. Ez a jelzés csupán a megfogalmazás eredetét és a szerzői jogokat jelzi, nem szolgál a cikkben szereplő információk forrásmegjelöléseként.